# Албукеркі

Старий герб Албукеркі

Албуке́ркі (порт. Albuquerque, МФА: [aɫ.bu.ˈkeɾ.kɨ]) — португальський шляхетний рід кастильського походження. Бічна гілка роду Менезешів і кастильських Альбукерке. Нащадки Хуана Тело де Менезеша, сеньйора Албукеркського (Альбуркеркського), сина кастильського феодала Альфонсо де Менезеша. Найвідоміший представник — Афонсу де Албукеркі, будівничий Португальської імперії, герцог Гоаський. Його син — Браш, герцог Гоаський, письменник. Старий герб — п'ять золотих лілій, розміщених андріївським хрестом на червоному щиті. Новий герб — щит розділений на 4 частини; в 1-й і 4-й частинах — португальська квінта, в 2-й і 3-й — старий герб Албукерке. Також — Албуке́рке, Альбурке́рке.

## Галерея

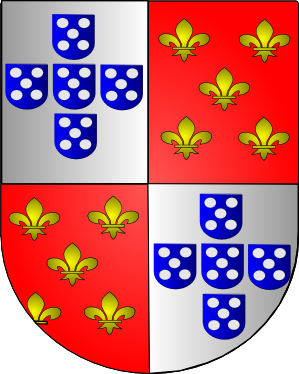
Новий герб
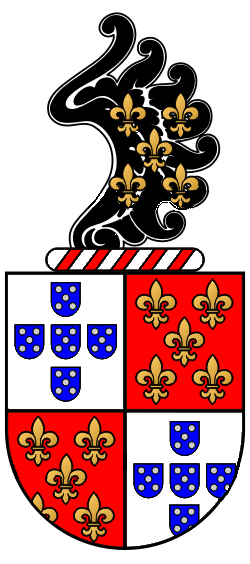
Новий герб
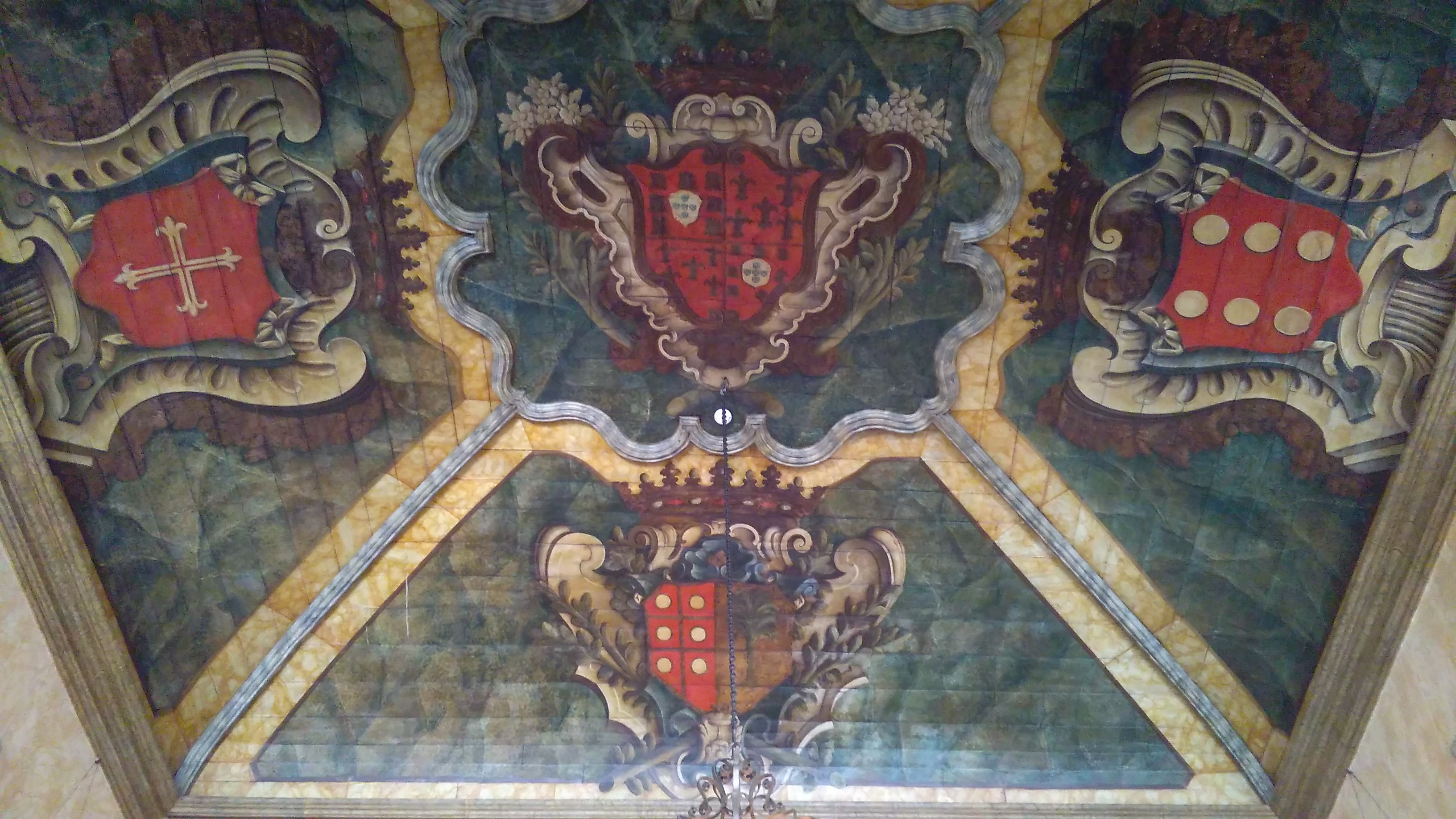
Новий герб
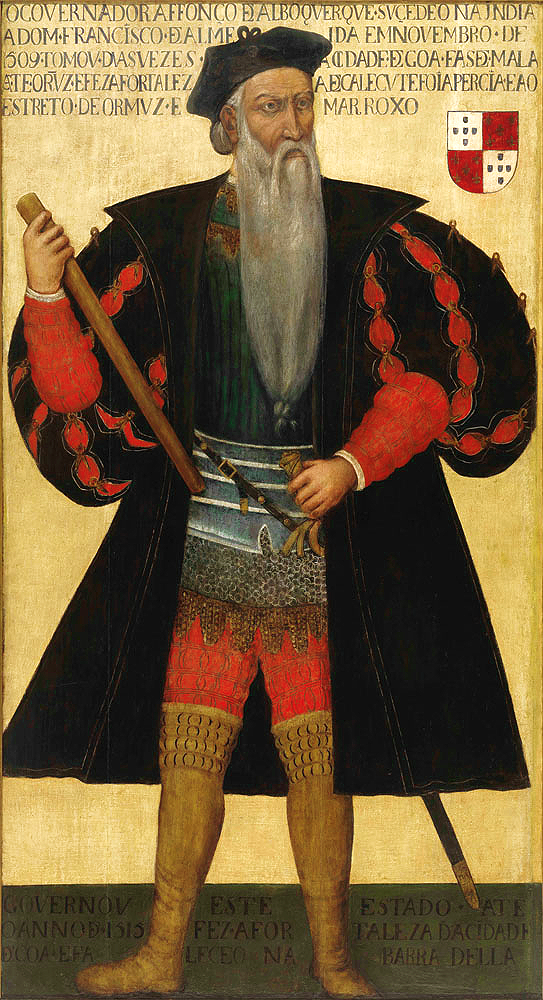
Афонсу